# Plantago robusta
Espèce
Classification phylogénétique
Plantago robusta est une espèce de la famille des Plantaginaceae. Ce plantain est endémique de l'île Sainte-Hélène. Bien que cette espèce ressemble à d'autres espèces rencontrées communément en Europe, elle est très rare dans son milieu naturel.

## Source
- Conservatoire botanique national de Brest, Guide de découverte des serres